# Château de La Berlière
Pour l’article homonyme, voir Château de La Berlière (Houtaing).
Le château de La Berlière est un château situé à La Berlière, en France.

## Description
Le château de La Berlière est plus proche des folies du XVIIIe siècle que d'un château. L'édifice, en pierres jaunes, est entouré d'un parc, agrémenté de tilleuls et de buis taillés. Il dispose d'un rez-de-chaussée nettement surélevée et d'un étage sous un comble à la Mansart. Cinq travées structurent la façade, ainsi qu'un perron, doté d'un escalier à double volée, des pilastres plats et un fronton triangulaire surbaissé. À l'intérieur, les cheminées proviennent, dit-on, de l'abbaye de Belval. En soubassement étaient situés les cuisines et les communs, dans des salles voutées.

## Localisation
Le château est situé sur la commune de La Berlière, dans le département français des Ardennes. Il est situé en sortie du village, vers Oches, dans la vallée de la Bièvre (affluent de la Bar).

## Historique

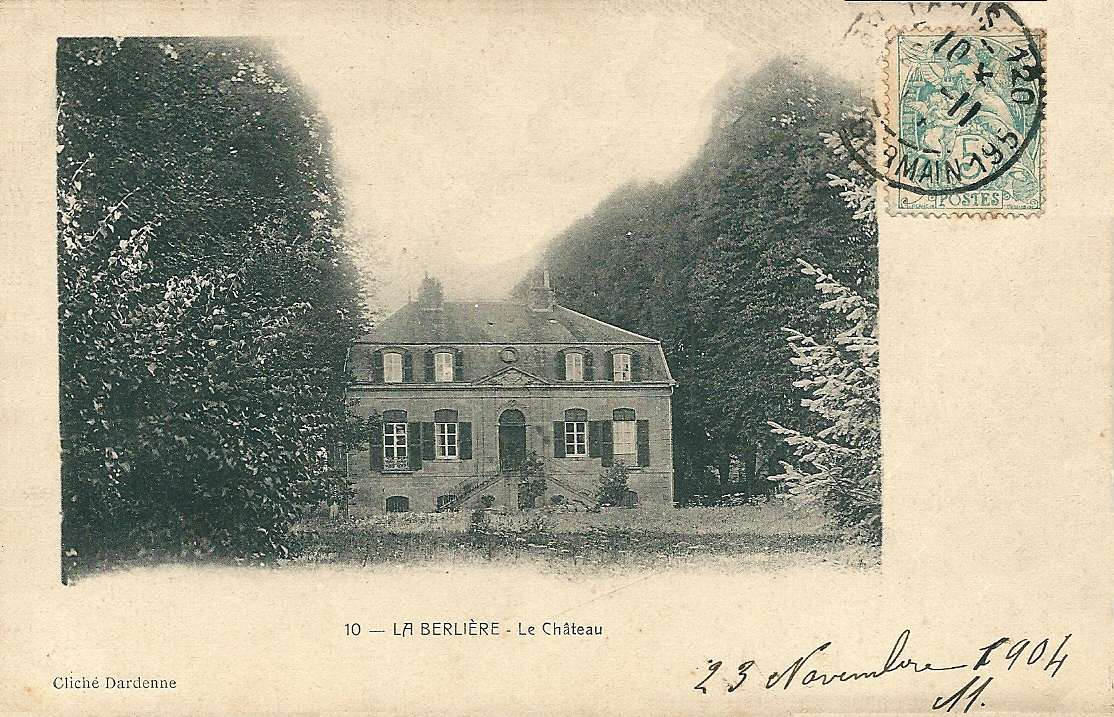
Le château de La Berlière en 1904.

L'édifice a été bâti en 1740 par Mathieu de Fumeron, seigneur de La Berlière, chevalier de l'Ordre royal et militaire de Saint-Louis, commissaire des guerres. Son fils choisit d'émigrer. La propriété est vendue comme bien national.
En mai 1940, le château sert de point de commandement (PC) au général Grandsard, chef du 10e corps d'armée, placé sous les ordres du général Huntziger, commandant la 2e armée. Le général Huntziger est d'ailleurs en tournée d'inspection au château de La Berlière le 13 mai en fin d'après-midi, lorsqu'un rapport de la 55e division d'infanterie apprend à Grandsard la percée allemande et la traversée de la Meuse  par l'ennemi au sud de Wadelincourt.
L'édifice est inscrit au titre des monuments historiques en 1984.